# Adriana Cristina Serquis
 (mars 2025).
Adriana Cristina Serquis (née le 7 novembre 1967) est une physicienne argentine, chercheuse principale du Conseil national de la recherche scientifique et technique (CONICET) et ex-présidente de la commission nationale de l'énergie atomique (CNEA). En 2014, elle obtient le Prix National L'Oréal-UNESCO pour les femmes et la science pour sa contribution à l'utilisation rationnelle de l'énergie électrique.

## Biographie
Adriana Cristina Serquis obtient une licence en sciences physiques à la faculté des sciences exactes et naturelles de l' Université de Buenos Aires en 1993, et un doctorat en sciences physiques à l'Institut Balseiro en 2000. Entre 1994 et 2000 elle est boursière de la Commission nationale de l'énergie atomique d'Argentine (CNEA) et du CONICET.
De 2001 à 2003, elle est chercheuse post-doctorale au Laboratoire national de Los Alamos aux États-Unis.
Elle est également professeur adjoint de chimie à l' Université Nationale de Río Negro. Elle est aussi professeur invité à l'Institut Balseiro.
Elle est présidente de l'Association Argentine de Cristallographie de 2018 à 2021, et membre du conseil d'administration de la Fondation Argentine de Nanotechnologie,.
Elle est présidente du CNEA de juin 2021 à mai 2024,.

## Récompenses
- 2006 : Prix Bernardo Houssay du jeune chercheur[8]
- 2013 : Diplôme du mérite en nanotechnologie de la Fondation Konex[2]
- 2014 : Prix National L'Oréal-UNESCO pour les femmes et la science[3],[9]

## Publications sélectionnées
- "Strongly enhanced current densities in superconducting coated conductors of YBa2Cu3O7–x + BaZrO3", JL MacManus-Driscoll, SR Foltyn, QX Jia, H Wang, A Serquis, L Civale, B Maiorov, ME Hawley, MP Maley, DE Peterson. Nature materials 3 (7), 439-443

- "Effect of lattice strain and defects on the superconductivity of MgB2", A Serquis, YT Zhu, EJ Peterson, JY Coulter, DE Peterson, FM Mueller, Applied Physics Letters 79 (2001), 4399–4401.
- "High performance nanostructured IT-SOFC cathodes prepared by novel chemical method", L. Baqué, A. Caneiro, M. S. Moreno, A. Serquis, Electroch. Comm. 10 (2008) 1905.
- "Synthesis and structural characterization of Co-doped lanthanum strontium titanates", F. Napolitano, D. G. Lamas, A. Soldati, A. Serquis, IJHE 37 (2012) 18302–18309.